# Anthophora affabilis
Anthophora affabilis es una especie de abeja del género Anthophora, familia Apidae. Fue descrita por Cresson en 1879. Es nativa de América del Norte.